# Stanisław Kirpsza
Stanisław Kirpsza(ur. 1 stycznia 1955 w Igryłach, zm. 8 października 1980 w Igryłach) – polski kolarz szosowy i torowy, medalista mistrzostw Polski.

## Życiorys
Był zawodnikiem Gwardii Białystok i Legii Warszawa. Dwukrotnie zdobywał mistrzostwo Polski w drużynowym wyścigu szosowym na 100 km (1978 i 1979 w barwach Legii Warszawa) i wyścigu torowym na 4000 m na dochodzenie drużynowo (1978 i 1979 w barwach Legii Warszawa). Był wicemistrzem Polski w wyścigu torowym na 4000 m na dochodzenie indywidualnie (1979) i drużynowo (1977). Również dwukrotnie sięgał po brązowy medal mistrzostw Polski w jeździe indywidualnej na czas (1974 i 1979).
W 1976 zajął drugie miejsce w wyścigu Pasmem Gór Świętokrzyskich.
Zginął tragicznie.
W Sokółce rozgrywany jest poświęcony mu wyścig memoriałowy.

## Zobacz
- Międzynarodowy Memoriał im. Stanisława Kirpszy